# 四棱豆
四棱豆，（学名：Psophocarpus tetragonolobus），翼豆、楊桃豆、四角豆、香豆、羊角豆、龍豆、翅豆、豆菜，为豆科四棱豆属下的一个种。原產於東南亞，1910年引進台灣、琉球群島、小笠原群島。